# حميراء بيضاء الحنجرة
حميراء بيضاء الحنجرة (الاسم العلمي: Phoenicurus schisticeps) (بالإنجليزية: White-throated Redstart)‏ هو نوع من الطيور يتبع جنس الحميراء من فصيلة خاطفات الذباب.